# سراب شهرك عليا (مقاطعة دهغلان)
سراب شهرك عليا (بالفارسية: سراب شهرک علیا) هي قرية تقع في قسم ايلان الشمالي الريفي (مقاطعة دهغلان) في إيران. يقدر عدد سكانها بـ 131 نسمة بحسب إحصاء 2016.